# Domaine de Mouans-Sartoux
Le domaine de Mouans-Sartoux est un domaine  français de 30 hectares, situé à Mouans-Sartoux dans les Alpes-Maritimes, dans l'arrière pays cannois et appartenant à la famille Al Thani.
Le domaine se compose de plus d'une dizaine de villas réparties sur 30 hectares de terrains sur les collines de Castellaras.
Chaque maison possède une piscine et de nombreuses chambres pour accueillir les membres de la famille Al Thani lorsqu'ils viennent en été. Les propriétés sont détenues via des SCI. La valeur totale du domaine est évaluée à plus de 170 millions d'euros.

## Histoire
En 1995, l'émir du Qatar Hamad ben Khalifa Al Thani achète une propriété sur les collines de Castelleras sur la commune de Mouans-Sartoux. Depuis, la famille princière du Qatar a acquis plusieurs autres propriétés autour de celle du patriarche. Aujourd'hui, la propriété s'étend sur une trentaine d'hectares et comprend des villas avec piscines, terrains de tennis, lac à truites, centre nautique, héliport…
En mars 2003, la commune de Mouans-Sartoux cède, pour 1 € symbolique, une portion de 700 m2 du chemin communal de Saurin. La famille princière aurait en échange fait un don de 225 000 € pour la construction d'un centre de secours.

## Résidents
Parmi les hôtes réguliers du domaine on peut noter :
- Hamad ben Khalifa Al Thani (ancien émir du Qatar)
- Tamim ben Hamad Al Thani (actuel émir du Qatar)
- Hamad ben Jassem Al Thani (ancien premier ministre du Qatar)
- Moza bint Nasser al-Missned (épouse de Hamad Al Thani)
- Abdallah ben Hamad Al Thani (prince héritier du Qatar)

## Sécurité
Le domaine de Mouans-Sartoux est l'un des plus protégés et des plus sécurisés des Alpes-Maritimes. En effet, à l'arrivée de l'émir, d'importants moyens sont déployés. Sont présents sur le site sa garde rapprochée constituée de militaires, le service de protection des hautes personnalités et la gendarmerie qui double ses patrouilles.

## Période d'occupation
Le domaine n'est véritablement occupé qu'en été entre début juillet et mi-août, lorsque les différents membres de la famille princière y viennent pour passer des vacances.
Le reste de l'année, la famille n'y vient presque jamais.

### Sources
- Audrey Levy, « Mon village à l'heure du Qatar : À Mouans-Sartoux, l'émir qatarien bouscule les habitudes », Le Point,‎ 16 août 2012 (ISSN 0242-6005, lire en ligne, consulté le 30 novembre 2015)
- Sophie Des Deserts, « Mouans-Sartoux, le nid secret des Qataris en été », L'Obs,‎ 3 août 2013 (ISSN 0029-4713, lire en ligne, consulté le 30 novembre 2015)